# فهرست شخصیت‌های دزدان دریایی کارائیب

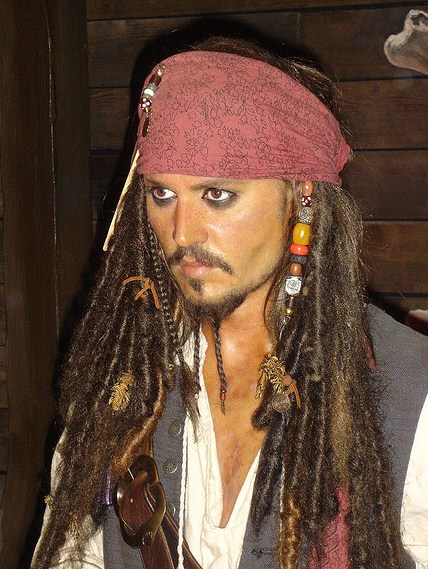
مجسمه جانی دپ در نقش جک اسپارو، در موزه مادام توسو

این فیلم دارای نقش‌های اصلی و منفی و در عین حال مکمل از جمله کاپیتان جک اسپارو که در حال حاضر کاپیتان کشتی مروارید سیاه.ویلیام ترنر کاپیتان کشتی هلندی سرگردان. الیزابت سوان که همسر ویلیام ترنر . کاپیتان هکتور باربوسا کاپیتان کشتی انتقام ملکه آن . و دیگر نقش‌ها از جمله دیوی جونز.ریش سیاه. و در قسمت پنجم کاپیتان سالازار به عنوان نقش‌های منفی اصلی در این سری فیلم‌ها هستند. و دیگر نقش‌ها  از جمله مارتی . جوشامی گیبز و....به عنوان نقش‌های مکمل .

## شخصیت‌های اصلی

### جک اسپارو
جانی دپ در نقش کاپیتان جک اسپارو و نقش اصلی فیلم یک دزد دریایی سرخوش است
از خصوصیات او می‌توان به فرارهای به موقع و از دارایی‌های او می‌توان به قطب‌نمای جادویی او
و از سمت‌های او می‌شود به ریاست دزدان دریایی و مجمع برادران ولتز اشاره کرد. او کاپیتان
کشتی مروارید سیاه نیز است.

### ویل ترنر
ویل ترنر نقش مکمل فیلم با بازی اورلاندو بلوم که در واقع آهنگری است که به‌دنبال
معشوقه‌اش الیزابت سوآن و پدرش بیل ترنر پا به دریا گذاشته. از مهارت‌های او می‌توان به
شمشیر بازی او اشاره کرد. او کاپیتان هلندی سرگردان نیز است.

### الیزابت سوان
الیزابت سوآن با بازی کیرا نایتلی بازیگر انگلیسی می‌باشد. او دختری خوش قلب است که
به خاطر کارهای جک اسپارو دزد دریایی شد. از دارایی‌های او می‌توان به کشتی سئو فنگ اشاره
کرد. او عضو مجمع برادران ولتز نیز است.

## شخصیت‌های منفی

### دیوی جونز
دیوی جونز با بازی بیل نای شخصیت بدجنس داستان است. او طبق قوانین کشتی هلندی سرگردان
فقط ۱۰ سال یکبار پا به خشکی بگذارد. از دارایی‌های او می‌توان به صندوق مرد مرده اشاره
کرد. بعد از مرگ او ویل ترنر کاپیتان هلندی شد.

### هکتور باربوسا
کاپیتان هکتور باربوسا با بازی جفری راش. او شخصیت منفی فیلم اول بود ولی در فیلم
سوم درستکار می‌شود. او و جک اسپارو همیشه با هم در جدال هستند. از دارایی‌های او می‌توان به
۸۸۲ سکه نفرین شده کورتز و میمون آزتکی او اشاره کرد.

### سئو فنگ
سئو فنگ با بازی چو یون-فت کشتی سئو فنگ که اهل سنگاپور است و در حمام شهر آنجا می‌شود او را
پیدا کرد. از دارایی‌های او می‌شود به نقشه نفیس دریاها اشاره کرد. او عضو مجمع برادران ولتز
بود اما وقتی مرد سکه خود را به الیزابت بخشید.

### ریش سیاه
ریش سیاه با بازی ایان مک شین کاپیتان کشتی انتقام کویین انفز است و می‌خواهد به آب حیات دسترسی پیدا کند.
ریش سیاه یک دزد دریایی واقعی در دنیای واقعی است.

### ارماندو سالازار
با بازی خاویر باردم  یک دریانورد اسپانیایی که به خون دزدان دریایی تشنه است چرا که آن‌ها پدر و پدربزرگ او را در میان دریا به قتل رسانده‌اند ولی چیزی که به این ماجرا رنگ و بو می‌بخشد این است که سالازار همه‌ی دزدان دریایی را می‌کشد و در پی انتقام خانواده اش به یک دزد دریایی جوان به نام جک اسپارو برمیخورد که با تمام دزدان دریایی متفاوت است و او را در جنگی در تله می اندازد و سالازار محکوم می‌شود که تا ابد در یک مثلث نفرین شده باقی بماند و سالازار بر می‌گردد تا انتقام خود را از او بگیرد و او تا دم کشتن جک اسپارو می رود ولی اما جک همه ی طلسم ها را از بین می‌برد و ارماندو سالازار در دریا خفه می‌شود

## شخصیت‌های مکمل
دریادار جیمز نرینتون
 فرماندار ودربی سوآن
 تیا دالما/(الهه)کالیپسو
 مارتی
 کاتن
 پینتل
 راگتی
 کاپیتان تویگ
 جوشامجوی گیبز
شانسا
بیل(ویلیام) چکمه ای